# Tecnopuc

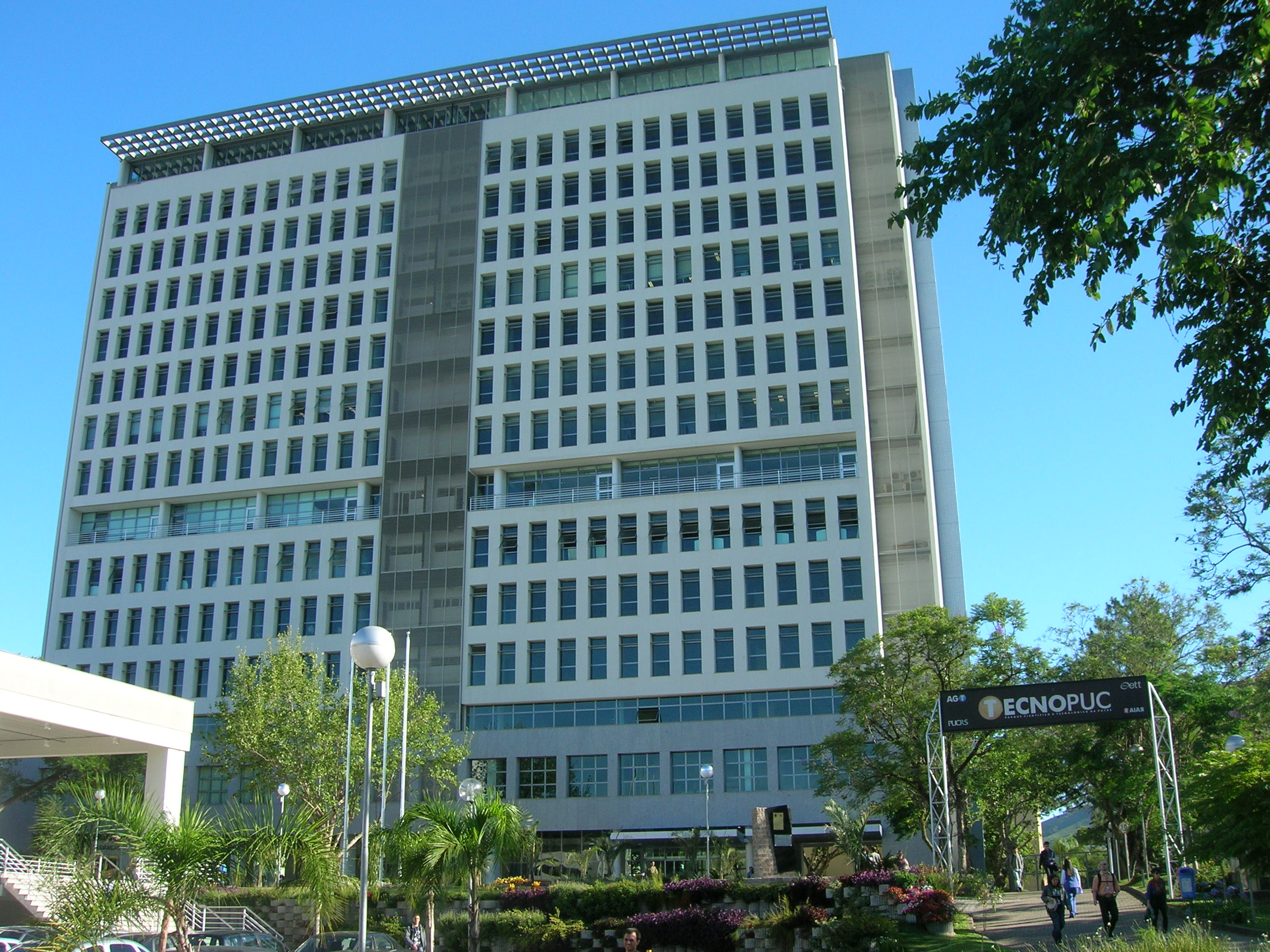
Um dos prédios do Parque Tecnopuc

O Parque Científico e Tecnológico da PUCRS, melhor conhecido como Tecnopuc, é um parque tecnológico pertencente à Pontifícia Universidade Católica do Rio Grande do Sul (PUCRS). Está localizado em Porto Alegre (no campus central da universidade) e também em Viamão.
Foi reconhecido como o quarto melhor ecossistema de inovação global de 2023 pelo prêmio Triple E Awards. Nessa mesma categoria, ficou em primeiro lugar no People’s Choice Award, que é feita por votação popular via internet.

## Estrutura
O Tecnopuc unidade Porto Alegre possui uma área de cerca de 11,5 hectares, e seus prédios foram adquiridos do Exército Brasileiro pela universidade. Estas construções foram reformadas e adaptadas para comportar empresas e centros de pesquisa.
O parque conta empresas como Dell, Hewlett-Packard (HP), Microsoft, Stefanini IT Solutions, ThoughtWorks, Ubisoft, TravelExplorer, entre outras. Também conta com centros de pesquisa nas áreas de Física e Ciências Médicas.